# Alex Barcello
Alexander Barcello (Phoenix, 31 augustus 1998) is een Amerikaans basketballer.

## Carrière
Barcello speelde collegebasketbal voor de Arizona Wildcats van 2017 tot 2019 en daarna tot 2022 voor de BYU Cougars. Hij werd niet gekozen in de NBA draft van 2022 maar speelde wel in de NBA Summer League voor de Toronto Raptors. Hij tekende voor het seizoen 2022/23 bij het Griekse Kolossos Rodou BC maar vertrok er alweer in november 2022. Hij tekende daarop een contract bij de Belgische eersteklasser BC Oostende waarmee hij landskampioen werd. In de zomer van 2023 tekende hij bij de Spaanse eersteklasser Gipuzkoa Basket.
Hij tekende voor het seizoen 2024/25 bij de Duitse eersteklasser USC Heidelberg maar verliet de ploeg in februari 2025. Hij tekende daarop voor de Spaanse tweedeklasser Obradoiro CAB.

## Erelijst
- Belgisch landskampioen: 2023